# تشياكي ساتو
تشياكي ساتو (باليابانية: 佐藤千亜妃؛ بالكانا: さとう ちあき) هي موسيقية وملحنة وشاعرة وممثلة يابانية، ولدت في 20 سبتمبر 1988 في إيواته في اليابان.

## وصلات خارجية
- تشياكي ساتو على موقع IMDb (الإنجليزية)
- تشياكي ساتو على موقع ميوزك برينز (الإنجليزية)